# كريستين فريش
كريستين فريش (بالإنجليزية: Kirsten Frisch)‏ هي متزلجة فنية أمريكية، ولدت في 4 أغسطس 1984 في Randolph, New Jersey ‏ في الولايات المتحدة.

## وصلات خارجية
- كريستين فريش على موقع الاتحاد الدولي للتزلج (الإنجليزية)
- كريستين فريش على موقع الاتحاد الدولي للتزلج (الإنجليزية)